# Fritz Manteuffel
Fritz Manteuffel (født 11. januar 1875 i Berlin, død 21. april 1941 smst.) var en tysk atlet, som deltog i gymnastik ved de første olympiske lege i moderne tid i 1896 i Athen.
Manteuffel deltog individuelt i øvelserne barre, reck, Spring over hest og bensving uden at blive blandt de to første i disse konkurrencer.
Han var desuden en del af det tyske hold, der vandt guld i barre, hvor de vandt over to græske hold, og i reck, hvor de var eneste deltagere.
Manteuffel var også med ved OL 1900 i Paris, hvor der kun var mangekamp på programmet. Her opnåede han 233 point og blev nummer 72 blandt de 135 tilmeldte gymnaster.